# Ilex suprema
Ilex suprema är en järneksväxtart som beskrevs av José Cuatrecasas. Ilex suprema ingår i släktet järnekar, och familjen järneksväxter. Inga underarter finns listade i Catalogue of Life.